# Тъмастън (Кънектикът)
Вижте пояснителната страница за други значения на Тъмастън.
Тъмастън (на английски: Thomaston) е град в Съединени американски щати, щат Кънектикът, окръг Личфийлд. Населението на града през 2010 година е 7938 души.